# Municipio de León
El municipio de León es uno de los 46 municipios en los que se divide el estado mexicano de Guanajuato, es por población el mayor del estado y su cabecera, la ciudad de León de los Aldama, es también la mayor ciudad de Guanajuato y el cuarto municipio más poblado de México. Forma parte de la Zona Metropolitana de León.

## Geografía
Tiene una extensión territorial de 1 221.6 kilómetros cuadrados que son equivalentes al 3.98% de la extensión total del estado de Guanajuato, sus coordenadas extremas son 20° 51' - 21° 20' de latitud norte y 101° 22' - 101° 50' de longitud oeste y sus elevación extremas fluctúan de 2 900 a 1 000 metros sobre el nivel del mar.

### Carreteras principales
- Carretera Federal 43D
- Carretera Federal 45
- Carretera Federal 45D

### Municipios adyacentes
- Municipio de San Felipe – noreste
- Municipio de Guanajuato – este
- Municipio de Silao de la Victoria – sureste
- Municipio de Romita – sur
- Municipio de San Francisco del Rincón – suroeste
- Municipio de Purísima del Rincón – suroeste
- Municipio de Unión de San Antonio, Jalisco – oeste
- Municipio de Lagos de Moreno, Jalisco – noroeste

### Orografía e hidrografía
El municipio de León se encuentra ubicado en el extremo norte de la extensa llanura del Bajío, en consecuencia el centro y sur del mismo está conformado por amplio valle que en medida que se avanza en dirección norte el terreno se eleva y se va haciendo montañoso, siendo significativas las serranías del noreste que marcan los límites con San Felipe y Guanajuato, y al noroeste con el estado de Jalisco, la principal elevación del municipio es la Mesa La Cimarrona que alcanza 2 730 metros sobre el nivel del mar y es la undécima elevación del estado.
La principal corriente del municipio es el denominado río de los Gómez, que lo atraviesa en sentido noroeste a suroeste y es a su vez afluente del río Turbio, el río de los Gómez se encuentra represado en el extremo norte de la ciudad de León en la Presa El Palote, que constituye la principal reserva de agua del territorio pues en ella desembocan numerosas pequeñas corrientes que descienden desde las elevaciones del noroeste. Todo el municipio de León se encuentra ubicado dentro de la Región hidrológica Lerma-Santiago y el 93.7% del mismo a su vez forma parte de la Cuenca del río Lerma-Salamanca, un 6.2% pertenece a la Cuenca del río Laja y apenas un 0.1% del mismo pertenece a la Cuenca del río Verde Grande.

### Clima y ecosistemas
En el municipio de León se registran los siguientes climas: en el extremo noreste formado por las zonas elevadas el clima es Templado subhúmedo con lluvias en verano, la zona central del municipio tiene a su vez clima Semiseco semicálido, y en el extremo sur y en una zona intermedia entre las dos anteriores el clima es Semicálido subhúmedo con lluvias en verano.

## Demografía
De acuerdo a los resultados del Censo de Población y Vivienda realizada en 2020 por el Instituto Nacional de Estadística y Geografía, la población total del municipio de León es de 1 721 215 habitantes, de los cuales 846 673 son hombres y 874 542 son mujeres.

### Localidades
En el censo de 2020 el municipio de León contaba con 569 localidades.
| Código INEGI      | Localidad                              | Población (2020) |
| ----------------- | -------------------------------------- | ---------------- |
| 110200001         | León de Los Aldama                     | 1 579 803        |
| 110200317         | Duarte                                 | 7 683            |
| 110200451         | San Juan de Abajo                      | 7 559            |
| 110200401         | Plan de Ayala                          | 5 530            |
| 110200464         | Santa Ana del Conde                    | 3 823            |
| 110200452         | San Juan de Otates                     | 3 687            |
| 110201294         | La Barranca                            | 3 241            |
| 110200358         | Loza de los Padres                     | 3 097            |
| 110200429         | San Francisco de Durán                 | 3 028            |
| 110200263         | Alfaro                                 | 2 764            |
| 110200413         | Los Ramírez                            | 2 754            |
| 110200458         | San Nicolás de los González            | 2 738            |
| 110201256         | Colonia Latinoamericana                | 2 701            |
| 110201269         | Santa Ana                              | 2 606            |
| 110200435         | La Sandía                              | 2 459            |
| 110200453         | San Judas                              | 2 115            |
| 110200885         | La Esperanza de Alfaro                 | 2 038            |
| 110200277         | Barretos                               | 2 025            |
| 110200335         | San José de la Concepción              | 1 911            |
| 110200340         | Ibarrilla                              | 1 864            |
| 110201006         | Ladrilleras del Refugio                | 1 815            |
| 110200439         | San Isidro de los Sauces               | 1 803            |
| 110200347         | La Laborcita                           | 1 772            |
| 110200267         | Los Arcos                              | 1 750            |
| 110200424         | San José del Resplandor                | 1 549            |
| 110200289         | Capellanía de Loera                    | 1 463            |
| 110200447         | San José del Potrero                   | 1 430            |
| 110200360         | Lucio Blanco                           | 1 312            |
| 110200445         | Rancho San José de los Sapos           | 1 310            |
| 110200382         | Los Naranjos                           | 1 291            |
| 110200365         | Malagana                               | 1 290            |
| 110200440         | San José de Durán                      | 1 196            |
| 110200484         | San Antonio de los Tepetates           | 1 188            |
| 110200415         | Rancho Nuevo de la Luz                 | 1 158            |
| 110200384         | Nuevo Lindero                          | 1 152            |
| 110200474         | Los Sauces                             | 1 135            |
| 110200423         | La Reserva                             | 1 121            |
| 110200490         | Vaquerías                              | 1 106            |
| 110200266         | La Arcina                              | 1 074            |
| 110200261         | Albarradones                           | 1 069            |
| 110200850         | Lomas de Comanjilla                    | 1 035            |
| 110200460         | San Pedro del Monte                    | 1 019            |
| 110201093         | Arboledas de los López primera sección | 1 016            |
| Otras localidades | Otras localidades                      | 45 865           |
| Total municipal   | Total municipal                        | 1 721 215        |

### Zona metropolitana de León
El municipio de León forma parte integrante de la zona metropolitana de León, la más poblada del estado de Guanajuato y de la región del Bajío[cita requerida], y que está conformada además del municipio de León por el vecino municipio de Silao; las localidades del municipio que la conforman son la cabecera, León de los Aldama, y las de Duarte, Loza de los Padres, Plan de Ayala, Santa Ana del Conde, Medina, Centro Familiar La Soledad y La Ermita.
La zona metropolitana de León ocupa el séptimo puesto a nivel nacional en población y la primera a nivel estatal, lo cual representa 1 791 869 hab.

## Política

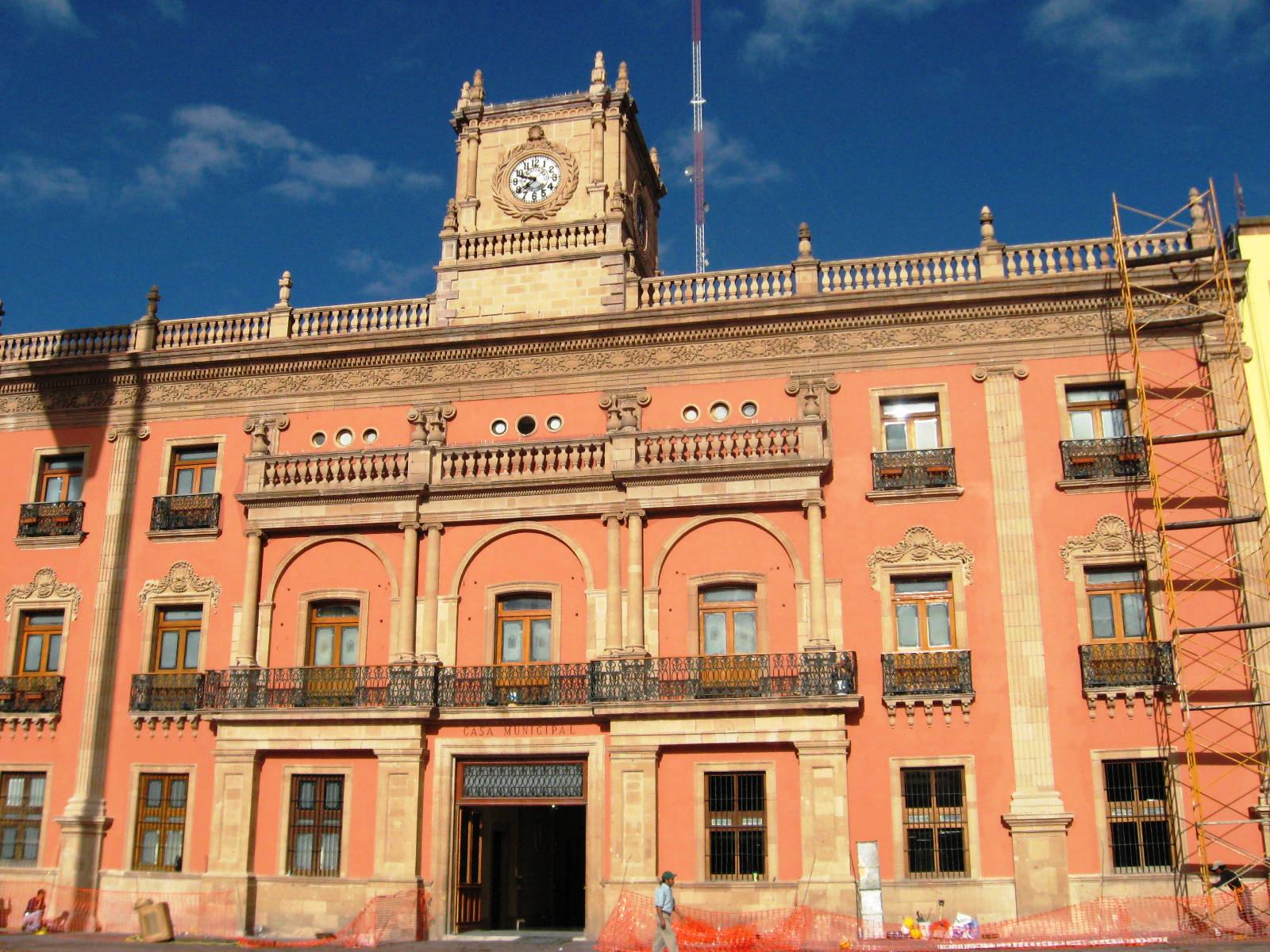
Ayuntamiento de León

El gobierno del municipio le corresponde al Ayuntamiento estando éste conformado por el presidente municipal, dos síndicos y un cabildo compuesto de por doce regidores, de los cuales ocho son electos por mayoría relativa y cuatro mediante el principio de representación proporcional. Todo el ayuntamiento es electo para un periodo de tres años con la opción a una reelección en el caso del presidente municipal para el periodo consecutivo y entrar a ejercer su cargo el día 10 de octubre del año de la elección.

### Representación legislativa
Para la elección de Diputados locales al Congreso de Guanajuato y de Diputados federales a la Cámara de Diputados, el municipio de León se encuentra integrado en los siguientes distritos electorales:
Local:
- III Distrito Electoral Local de Guanajuato con cabecera en León de los Aldama.
- IV Distrito Electoral Local de Guanajuato con cabecera en León de los Aldama.
- V Distrito Electoral Local de Guanajuato con cabecera en León de los Aldama.
- VI Distrito Electoral Local de Guanajuato con cabecera en León de los Aldama.
- VII Distrito Electoral Local de Guanajuato con cabecera en León de los Aldama.

Federal:
- Distrito electoral federal 3 de Guanajuato con cabecera en León de los Aldama.
- Distrito electoral federal 5 de Guanajuato con cabecera en León de los Aldama.
- Distrito electoral federal 6 de Guanajuato con cabecera en León de los Aldama.

### Presidentes municipales
| Presidente (a) municipal | Presidente (a) municipal         | Periodo                                    | Partido | Notas                                                |
| ------------------------ | -------------------------------- | ------------------------------------------ | ------- | ---------------------------------------------------- |
|                          | Arturo Valdéz Sánchez            | 1969-1972                                  |         |                                                      |
|                          | Sergio Cano Meléndez             | 10 de enero de 1973-9 de octubre de 1973   |         |                                                      |
|                          | José Arturo Lozano Madrazo       | 1973-1976                                  |         |                                                      |
|                          | Roberto Plascencia Saldaña       | 1976-1979                                  |         |                                                      |
|                          | Harold Gabriel Appelt            | 1979-1982                                  |         |                                                      |
|                          | Rodolfo Padilla Padilla          | 1982-1984                                  |         |                                                      |
|                          | Antonio Torres Gómez             | 1984-1985                                  |         |                                                      |
|                          | Antonio Hernández Ornelas        | 1985-1987                                  |         |                                                      |
|                          | Arturo Villegas Torres           | 1987-1988                                  |         |                                                      |
|                          | Carlos Medina Plascencia         | 10 de octubre de 1988-15 de mayo de 1991   |         |                                                      |
|                          | Facundo Castro Chávez            | 15 de mayo de 1991-9 de octubre de 1991    |         |                                                      |
|                          | Eliseo Martínez Pérez            | 10 de octubre de 1991-9 de octubre de 1994 |         |                                                      |
|                          | Luis Manuel Quirós Echegaray     | 10 de octubre de 1994-9 de octubre de 1997 |         |                                                      |
|                          | Jorge Carlos Obregón Serrano     | 10 de octubre de 1997-9 de octubre de 2000 |         |                                                      |
|                          | Luis Ernesto Ayala Torres        | 10 de octubre de 2000-9 de octubre de 2003 |         |                                                      |
|                          | Ricardo Alaniz Posada            | 10 de octubre de 2003-9 de octubre de 2006 |         |                                                      |
|                          | Vicente Guerrero Reynoso         | 10 de octubre de 2006-9 de octubre de 2009 |         |                                                      |
|                          | Ricardo Sheffield Padilla        | 10 de octubre de 2009-9 de octubre de 2012 |         |                                                      |
|                          | Bárbara Botello Santibáñez       | 10 de octubre de 2012-9 de marzo de 2015   |         |                                                      |
|                          | Octavio Augusto Villasana Delfín | 10 de marzo de 2015-9 de octubre de 2015   |         | Interino                                             |
|                          | Héctor López Santillana          | 10 de octubre de 2015-9 de octubre de 2021 |         | Primero reelecto tras una reforma política-electoral |
|                          | Alejandra Gutiérrez Campos       | 10 de octubre de 2021-21 de marzo de 2024  |         |                                                      |
|                          | Jorge Daniel Jiménez Lona        | 21 de marzo de 2024-16 de junio de 2024    |         | Interino                                             |
|                          | Alejandra Gutiérrez Campos       | Desde el 17 de junio de 2024               |         |                                                      |